# Кастелно де Граткан
Кастелно де Граткан (фр. Castelnaud-de-Gratecambe) насеље је и општина у југозападној Француској у региону Аквитанија, у департману Лот и Гарона која припада префектури Вилнев сир Лот.
По подацима из 2011. године у општини је живело 536 становника, а густина насељености је износила 31,11 становника/km². Општина се простире на површини од 17,23 km². Налази се на средњој надморској висини од 212 метара (максималној 214 m, а минималној 80 m).

## Демографија
| 1962. | 1968. | 1975. | 1982. | 1990. | 1999. | 2011. |
| ----- | ----- | ----- | ----- | ----- | ----- | ----- |
| 442   | 463   | 428   | 465   | 513   | 517   | 536   |

График промене броја становника у току последњих година